# Phyllanthus saxosus
Phyllanthus saxosus är en emblikaväxtart som beskrevs av Ferdinand von Mueller. Phyllanthus saxosus ingår i släktet Phyllanthus och familjen emblikaväxter. Inga underarter finns listade i Catalogue of Life.